# Monte Liamuiga
El Monte Liamuiga (en inglés: Mount Liamuiga) es un estratovolcán de 1.156 m que forma parte del lado occidental de la Isla de San Cristóbal. Su cima es el punto más alto de la isla de San Cristóbal, en la federación de San Cristóbal y Nieves y de todas las Islas de Sotavento anglófonas, así como una de las cimas más altas del archipiélago del Caribe oriental. La cima es coronada por un amplio cráter de 1 kilómetro, que contuvo un lago poco profundo hasta 1959. Desde el 2006, el lago se reformó. Las últimas erupciones confirmadas del volcán fueron hace aproximadamente 1.800 años, mientras que los informes de posibles erupciones en 1692 y 1843 son considerados inciertos. 
El Monte Liamuiga fue llamado anteriormente Monte Miseria (Mount Misery). El cambio de nombre ocurrió en la fecha de la independencia de San Cristóbal, el 19 de septiembre de 1983. Sin embargo, muchos ciudadanos antiguos todavía se refieren a él como Monte Miseria. El nombre Liamuiga deriva del nombre kalinago de toda la isla de San Cristibal, que significa, "tierra fértil".
Las laderas están cubiertas de tierras de labranza y de pequeños pueblos hasta los 460 m. de altura, después de la cual las exuberantes selvas tropicales cubren las cuestas hasta que el Bosque nuboso aparece a los 900 m. Se organizan muchos viajes excursiones a la cumbre y a las selvas tropicales circundantes, comenzando generalmente en Belmont Estate, en el pueblo de San Paul. Desde la cumbre la vista es excepcional, incluyendo la isla completa y el hermoso Mar Caribe, así como las islas vecinas de Saba, San Eustaquio, San Bartolomé, San Martín, Antigua y Nieves.